# Sarnois
Sarnois – miejscowość i gmina we Francji, w regionie Hauts-de-France, w departamencie Oise.
Według danych na rok 1990 gminę zamieszkiwało 216 osób, a gęstość zaludnienia wynosiła 39 osób/km² (wśród 2293 gmin Pikardii Sarnois plasuje się na 782. miejscu pod względem liczby ludności, natomiast pod względem powierzchni na miejscu 823.).